# Stadel (Winterthur)

Karte des Quartiers

Stadel (früher auch Stadel bei Winterthur) ist eine Aussenwacht und ein Quartier der Stadt Winterthur. Zusammen mit den Quartieren Guggenbühl, Talacker, Grüze, Hegmatten, Hegi, Zinzikon, Reutlingen und Ricketwil bildet es den Kreis 2 (Oberwinterthur).

## Geografie
Stadel ist das am nördlichsten gelegene Gebiet der Stadt Winterthur. Die Südgrenze des Quartiers verläuft entlang der Autobahn A1 und grenzt dort an das Quartier Reutlingen (Winterthur). Im Osten, Nordosten, Norden und Westen grenzt Stadel an die politischen Gemeinden Wiesendangen, Rickenbach, Dinhard und Seuzach.
An den Südhängen des Quartiers wird Rebbau betrieben.

## Geschichte

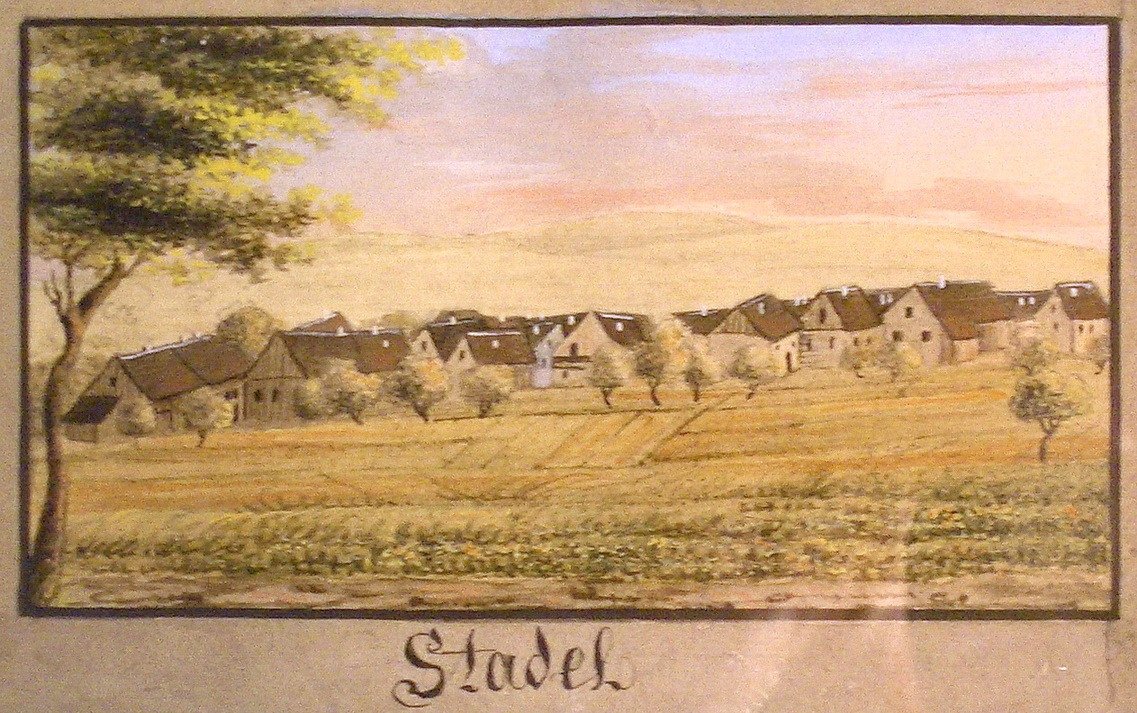
Stadel 1844 (Heinrich Müller)

Die erstmalige urkundliche Erwähnung Stadels ist unklar, eine urkundliche Erwähnung aus dem Jahr 1044 als Stadtplan könnte sowie diesem Stadel sowie auch Stadel bei Niederglatt gegolten haben. Gesichert ist, dass 1241 die Einkünfte aus den Gütern zu Stadel von Graf Hartmann V. von Kyburg an seine Frau Margaretha von Savoyen vermacht wurden und später den Habsburgern zukam – wobei Grund und Boden Stadels im Besitz des Bischofs von Konstanz war und dieser die Güter zu Lehen an die Kyburger und Habsburger vergab. Anfangs des 14. Jahrhunderts wurden im Habsburger Urbar in Stadel sieben Güter aufgezählt. Ein paar Jahrzehnte später zählt Stadel in den Steuerrödeln der 1460er-Jahre weiterhin sieben Haushalte mit rund 44 Einwohnern.
Stadel wuchs bis ins 16. Jahrhundert zu einem eigenständigen Dorf, sodass sich die Dorfbevölkerung auch um einen eigenen Einzugsbrief bemühte, den das Dorf am 22. Mai 1549 – und damit 18 Jahre vor jenem Hegis – zugesprochen bekam. Bereits zuvor musste sich die Bevölkerung Stadels jedoch als eigenständige Gemeinde organisiert haben, wie aus einem Rechtsstreit aus dem Jahre 1542 hervorgeht. Zu Beginn des 18. Jahrhunderts gehörte Stadel zu den wohlhabenderen Dörfern der Region. Um 1720 umfasste das Dorf rund 24 Haushaltungen mit etwa 230 Einwohnern. 1873 berichtet eine Quelle von nun 42 Wohnhäusern in Stadel.
Mit dem Grundhof entstand nahe der Mörsburg eine zweite Siedlung mit eigenem Zelgensystem, wobei der heutige Grundhof ursprünglich «zu Mörsberg im Grund» genannt wurde. 1361 dürften neben vier direkt bei der Mörsburg liegenden Bauernhöfen bereits zwei beim heutigen Grundhof gestanden haben. 1460 wurden im damals erstellten Steuerrödel im zusammengefassten Mörsburg, Mörsberg im Grund und Hafneren fünf Haushalte mit rund 37 Einwohner gezählt. Die Ortsbezeichnung wechselte im 15. Jahrhundert langsam zu Grundhof, unter dessen Bezeichnung die Siedlung dann 1463 auch im Zürcher Steuerrodel aufgeführt wurde. Zwischen dem 15. bis Ende des 18. Jahrhunderts erst entwickelte sich Grundhof zu einem eigenständigen, von der Mörsburg unabhängigen Weiler mit vier Haushaltungen. Während ein Urbar von 1563 noch drei Haushaltungen im Grundhof zählte, dürften um 1583 bereits vier Höfe gestanden haben. 1873 zählte Grundhof 14 Wohnhäuser und 63 Einwohner.
Zusammen mit der politischen Gemeinde Oberwinterthur wird Stadel 1922 nach Winterthur eingemeindet, womit auch die bis anhin bestehenden Zivilgemeinden Stadel und Grundhof aufgelöst wurden. Die Interessen des Weilers Stadel werden seit 1932 vom «Ortsverein Stadel Grundhof» vertreten. Der Ort besass zudem von 1924 bis 1994 ein eigenes Postbüro, bis etwa 1960 besass der Ort ebenfalls einen Konsum. Von 1981 bis 1994 bestand in Stadel zeitweise auch eine eigene, vom Ortsverein initiierte Bibliothek. Eine 2010 durch den Gemeinderat beschlossene Busanbindung Stadels fiel zwei Jahre später städtischen Sparmassnahmen zum Opfer.

## Verkehr
Stadel selbst besitzt keine Anbindung an den öffentlichen Verkehr, auch keinen Anschluss an das Nachtnetz des Zürcher Verkehrsverbunds. Der nächste Anschluss an das ÖV-Netz ist die Bahnstation Reutlingen an der Bahnstrecke Winterthur–Etzwilen, die stündlich von der S-Bahn S 11  und im Halbstundentakt von der S 29  bedient wird.
Strassenverbindungen bestehen nach Oberwinterthur, Seuzach, Wiesendangen und Sulz (gehört zur Gemeinde Rickenbach). Eine Nebenstrasse führt von Grundhof her nach Dinhard.

## Bildung
Die Kinder besuchen den Kindergarten sowie die Unterstufe (1.–2. Klasse) in Stadel selbst, wobei vor allem die Durchführung des Kindergartens von der Anzahl Kindern abhängig ist, die für den Kindergarten gemeldet werden. Die Mittelstufe (3.–6. Klasse) besuchen die Stadler Kinder im Schulhaus des benachbarten Reutlingen. Für die Oberstufe wechseln die Schülerinnen und Schüler aus Stadel in eine der drei Oberwinterthurer Oberstufenschulen. Weiterführende Schulen wie das Gymnasium befinden sich im Stadtzentrum.
In Grundhof besteht in einem Bauernhaus mit der Werkschule Grundhof ein Sonderschulheim für Sekundarschüler mit acht Schulplätzen.

## Kultur und Freizeit

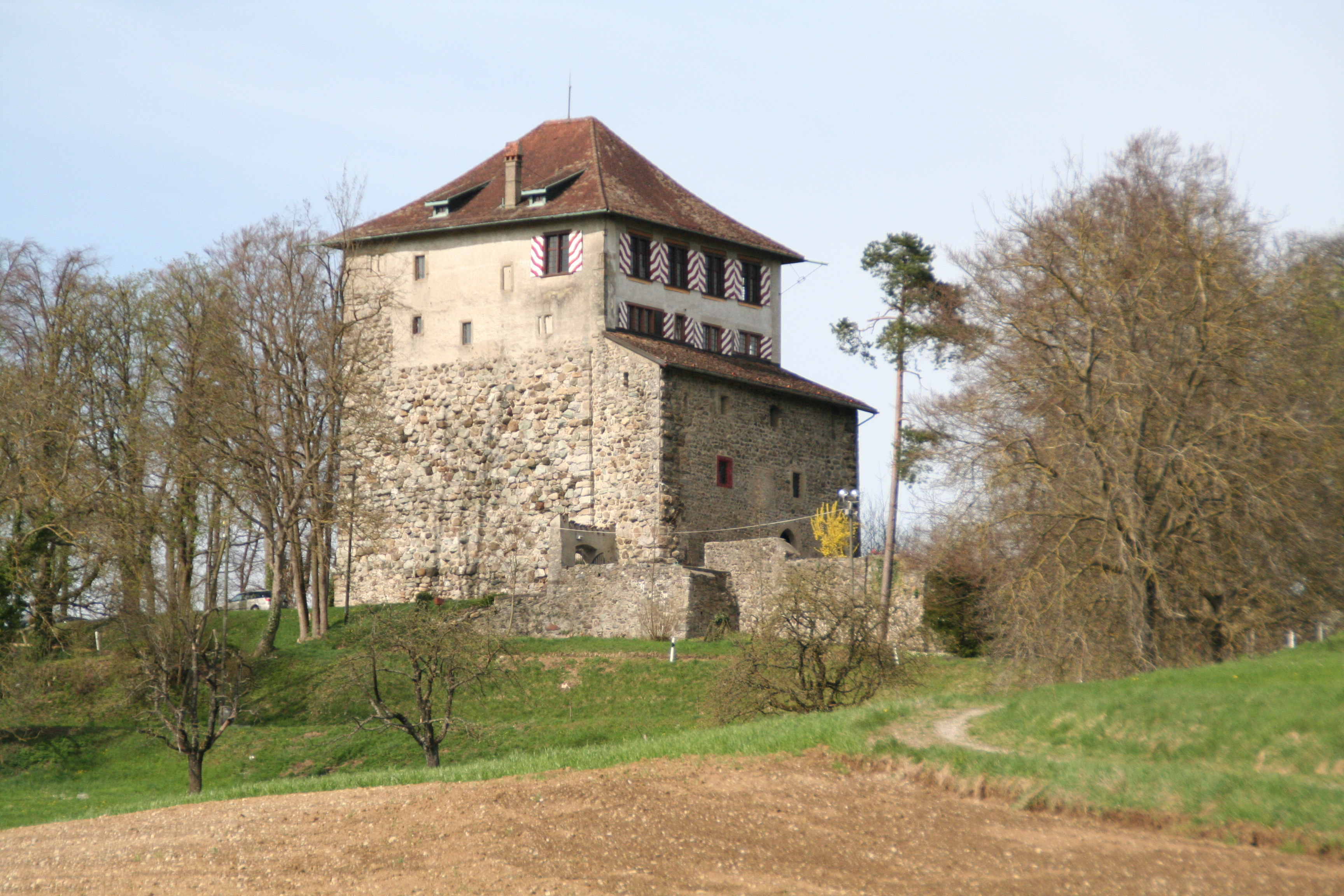
Mörsburg von Süden

- Zu Stadel gehört das Schloss Mörsburg, das sich heute als Museum besuchen lässt. Die Geschichte der Burg selbst geht wahrscheinlich auf das 10. Jahrhundert zurück, die ältesten nachweisbaren Holzspuren stammten ungefähr aus dem Jahr 1100. Seit 1901 wird das Schloss vom Historisch-antiquarischen Verein Winterthur als Museum betrieben.
- Es existiert eine Golf Driving Range.
- In der Aussenwacht Stadel gibt es das Restaurant Frohsinn und bei der Mörsburg existiert mit dem Gasthaus Schlosshalde eine weitere Gastwirtschaft. Als drittes Restaurant befindet sich das Stadel-Beizli, ursprünglich eine Besenbeiz, am Dorfausgang Richtung Oberwinterthur.

## Söhne und Töchter Stadels
- Rudolf Morf (1839–1925), ein Exponent der Zürcher Arbeiterbewegung und Präsident des Schweizerischen Gewerkschaftsbunds 1890–91.